# Aspen Extreme
Pour plus de détails, voir Fiche technique et Distribution.
Aspen Extreme est un film américain réalisé par Patrick Hasburgh, sorti en 1993.

## Distribution
- Paul Gross : TJ Burke
- Peter Berg : Dexter Rutecki
- Finola Hughes : Bryce Kellogg
- Teri Polo : Robin Hand
- William Russ : Dave Ritchie
- Trevor Eve : Karl Stall
- Martin Kemp : Franz Houser
- Stewart Finley McLennan : Rudy Zucker
- Tony Griffin : Gary Eimiller
- Julie Royer : Michelle Proux
- Patrick T. Johnson : Bill Swanson
- William McNamara : Todd Pounds
- Gary Eimiller : Jinx Stone
- Stan Ivar : Mr. Parker
- David Boreanaz : un spectateur
- Karla Souza : Kimberly
- Nicolette Scorsese : Tina